# Iberisch Randgebergte

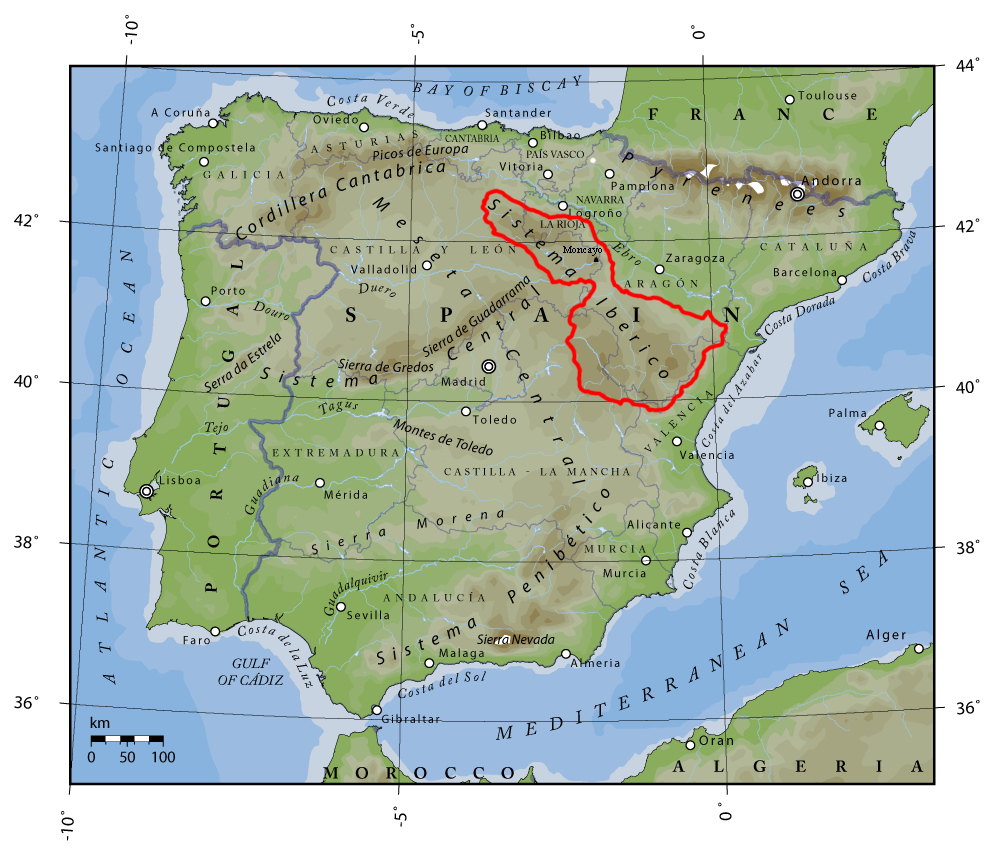
Topografische kaart van het Iberisch Schiereiland, met het Iberisch Randgebergte aangegeven als de Sistema Ibérico

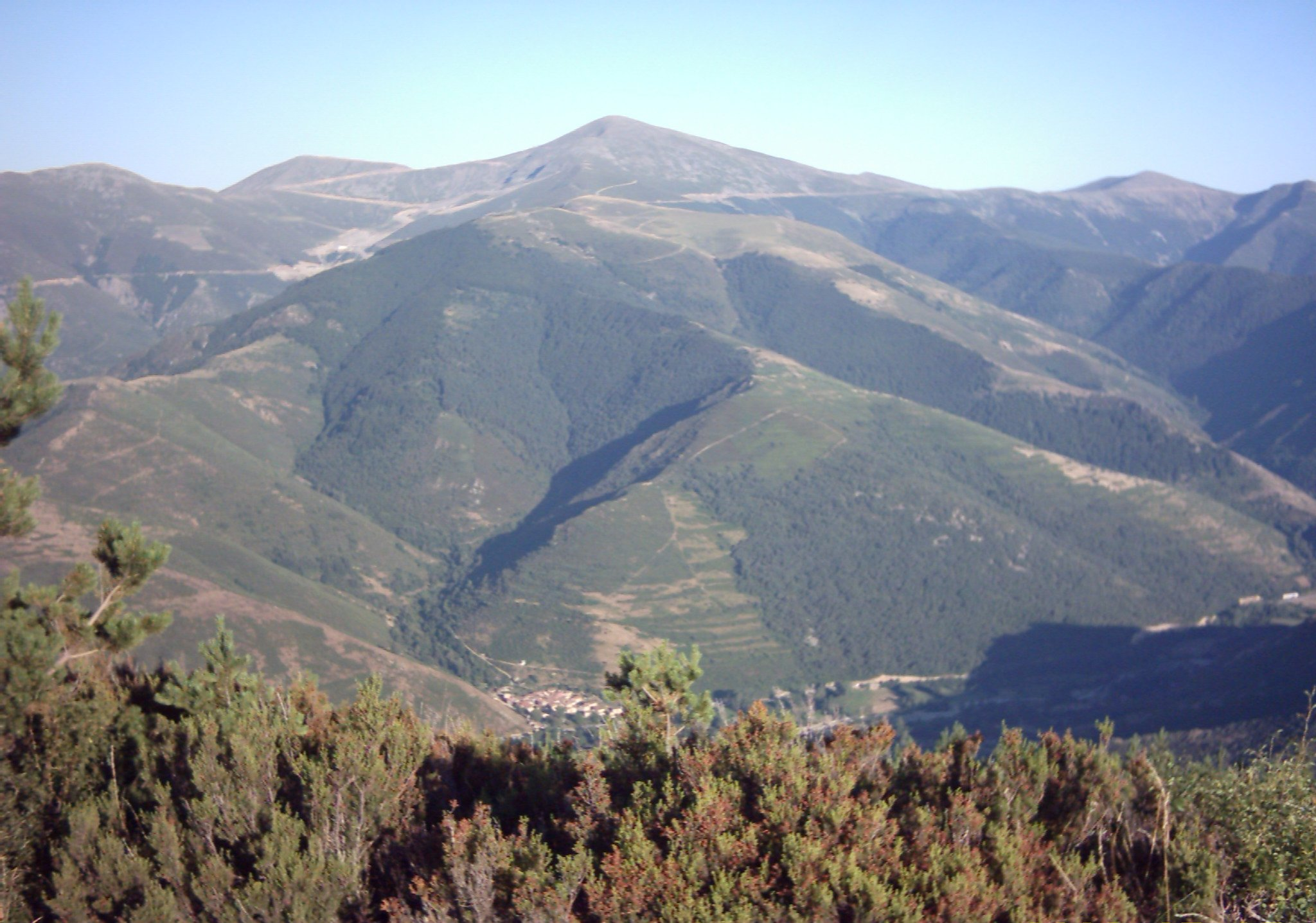
De San Lorenzo in de Sierra de la Demanda

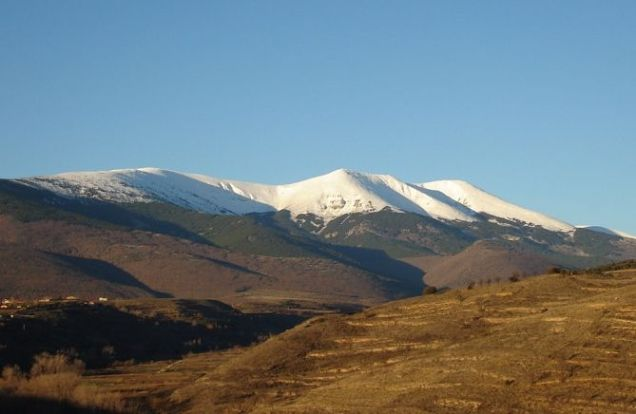
De Sierra de Moncayo

Het Iberisch Randgebergte (Spaans: Sistema Ibérico) is een berggebied in Spanje. Het vormt de oostrand van de Spaanse Hoogvlakte en ook de waterscheiding van het Iberisch Schiereiland tussen de Atlantische Oceaan en de Middellandse Zee. Het vormde ook de natuurlijke oostgrens van het historische Castilië.
Het berggebied loopt ruwweg van noordwest naar zuidoost, over een lengte van zo'n 450 km, met een breedte van tussen de 100 en 180 km, en heeft een totale oppervlakte van ongeveer 40.000 km². In het noordwesten begint het Iberisch Randgebergte nabij de stad Burgos, ten zuiden van het Cantabrisch Gebergte en ten zuidwesten van het Baskisch Gebergte. Het berggebied loopt dan verder naar het zuidoosten, in hoofdzaak door de autonome regio's Castilië en León, La Rioja, Aragón, Castilië-La Mancha en Valencia.

## Onderverdeling
Het Iberisch Randgebergte bestaat deels uit bergketens (sierras) en groepen van bergen, en deels uit hooglanden en -vlaktes.
In het noordoosten bevindt zich het hoogste deel. Dit bestaat hoofdzakelijk uit de Sierra de la Demanda, met de San Lorenzo (2264 m), Picos de Urbión (2228 m), de Sierra de Cebollera (2140 m) en de Sierra de Moncayo, met de Moncayo (2314 m).
Het middenstuk is relatief vlakker. In het westen, ruwweg tussen de bovenlopen van de rivieren de Jalón, de Henares en de Duero, begint hier het Castiliaans Scheidingsgebergte, dat haaks op het Iberisch Randgebergte staat. Verder naar het zuiden wordt het weer wat hoger en is er meer reliëf. Hier bevinden zich de Sierra de Albarracín, de Serranía de Cuenca, de Sierra De Gúdar en de Sierra de Javalambre. In de regio Valencia eindigt het berggebied bij een vrij brede kustvlakte langs de Middellandse Zee, tussen de monding van de Ebro en de Júcar, waar het in het noordoosten overloopt in het Catalaans Kustgebergte.